# Kiszugló
Kiszugló Budapest XIV. kerületének egyik városrésze. A köznyelv – Nagyzugló városrésszel együtt – Zuglónak nevezi.

## Fekvése
- Határai: Bosnyák tér déli oldala a Thököly úttól – Nagy Lajos király útja – Egressy út – Róna utca – Thököly út a Bosnyák térig.

## Története
1873-ban csatolták ezt a területet Budapest X. kerületéhez. 1935 óta a XIV. kerülethez tartozik. Kiszugló a XIV. kerület egyik legkisebb alapterületű és közepes lakosságsűrűséggel rendelkező városrésze. Budapest megalakulásától 1930-ig Kis-Szugló volt a neve. Ezt követően hosszú időn keresztül a területet csak Zuglónak nevezték. A városrész a Kiszugló elnevezést 1992-ben kapta vissza.